# Hertha Thiele
Hertha Thiele (Lipsia, 8 maggio 1908 – Berlino, 5 agosto 1984) è stata un'attrice tedesca.

## Filmografia parziale
- Ragazze in uniforme (Mädchen in Uniform), regia di Leontine Sagan (1931)
- Kleiner Mann - was nun?, regia di Berthold Viertel e Fritz Wendhausen (1933)
- Perché ha ucciso? (Elisabeth und der Narr), regia di Thea von Harbou (1934)
- Geheimcode B 13 - serie TV, 3 episodi (1967)